# Arcy-Sainte-Restitue
Arcy-Sainte-Restitue é uma comuna francesa na região administrativa de Altos da França, no departamento Aisne. Estende-se por uma área de 26,43 km². Em 2010 a comuna tinha 412 habitantes (densidade: 15,6 hab./km²).